# Между нами вода
Арт-объект «Между нами вода» — девятиметровая надпись, расположенная в Перми на правом берегу реки Камы. Она появилась в 2018 году в рамках стрит-арт резиденции «Разговоры с городом» музея современного искусства PERMM. Пермский музей с проектом резиденции выиграл приз Международного совета музеев (ИКОМ) за лучший проект по работе с местным сообществом.

## История создания
Авторы надписи — пермские школьники группы ОПГ ГРУБА 51: Аиша Аллахвердиева, Алиса Кузнецова, Ева Нурулина, Варя Кунина и Тая Халатова. Наставниками группы стали пермская художница Любовь Шмыкова и стрит-арт художник из Екатеринбурга Тимофей Радя. Размер белой надписи составляет около девяти метров в высоту. На её создание ушло 26 часов. Граффити находятся на улице Борцов Революции, на правом берегу Камы.

## Реакция сообщества
Надпись «Между нами вода» символизирует отличия жителей двух берегов города на Каме, коммуникацию между которыми осложняют 900 с лишним метров воды. Арт-объект вызвал неоднозначные реакции городского сообщества. Пермяки высказывали удивление, негодование, восхищение, спорили друг с другом в социальных сетях. Екатеринбургский поэт Вячеслав Кислицын посвятил надписи свое стихотворение.
В 2022 году была проведена реставрация объекта. В ней приняли участие не только первоначальные соавторы, но и неравнодушные жители города и гости из Москвы, студентки курса «Современное искусство» Высшей школы экономики.
В 2024 году в рамках Дягилевского фестиваля на левом берегу реки Кама прошел саунд-спектакль «Между нами вода». Авторами выступили Вадим Мустаев и Владимир Нечаев. Местом проведения стала набережная Камы, координаты: 58.019627, 56.244914. С этой точки открывается вид на арт-объект «Между нами вода».
На 2024 год надпись «Между нами вода» осталась единственным живым представителем проекта стрит-арт резиденции «Разговоры с городом» в Перми.